# Eponisia guttula
Eponisia guttula är en insektsart som beskrevs av Matsumura 1914. Eponisia guttula ingår i släktet Eponisia och familjen Meenoplidae. Inga underarter finns listade i Catalogue of Life.